# Silicio amorfo
Il silicio amorfo (a-Si) è la forma allotropica non cristallina del silicio, il quale, in quanto atomo tetra-coordinato, forma normalmente legami tetraedrici con altri quattro atomi di silicio confinanti. 

## Descrizione
Nel silicio cristallino questa struttura tetraedrica si ripete su larga scala a formare un reticolo cristallino ordinato. 
Nel silicio amorfo questo ordine a lungo raggio non è presente e gli atomi formano un reticolo disordinato e continuo.  Non tutti gli atomi nel silicio amorfo sono tetra-coordinati. A causa della natura disordinata del materiale, alcuni atomi hanno dei legami disponibili.
Questi legami disponibili costituiscono dei difetti nel reticolo disordinato  e sono responsabili del suo comportamento elettrico. 
Questo materiale può essere passivato dall'idrogeno, che si lega ai legami disponibili riducendone il numero per unità di volume anche di parecchi ordini di grandezza. In questo modo si ottiene il silicio amorfo idrogenato (a-Si:H), che presenta una densità di difetti sufficientemente bassa per il suo impiego. Tuttavia tale materiale è sfortunatamente soggetto a degradazione indotta dalla luce (effetto Staebler-Wronski).

### Applicazioni
Uno dei principali vantaggi del silicio amorfo rispetto a quello cristallino sta nella tecnica di produzione, dato che è possibile depositare film sottili di silicio amorfo su grandi superfici mediante plasma enhanced chemical vapor deposition (PE-CVD). Tale tecnica risulta vantaggiosa rispetto alla produzione di wafer di silicio cristallino (c-Si), ottenuti dal taglio di sbarre di silicio monocristallino.
Il silicio amorfo può essere drogato in modo analogo al (c-Si), così da formare strati drogati tipo-p o tipo-n e permetterne l'uso per dispositivi elettronici. 
Per tale ragione il silicio amorfo è diventato il materiale ideale per gli strati attivi nei transistor a pellicola sottile (TFT), largamente usati per applicazioni elettroniche come i display a cristalli liquidi (LCD). È inoltre impiegato nella produzione di celle fotovoltaiche di grandi superfici. Questa è un'applicazione relativamente recente, sebbene celle fotovoltaiche di piccole dimensioni usate in alcune calcolatrici siano fabbricate con (a-Si) già da molti anni.
Il silicio amorfo può anche essere depositato a temperature basse, fino a 75 °C, che ne permettono la deposizione non solo su vetro, ma anche su materiale plastico, rendendolo un buon candidato per le tecniche di produzione roll-to-roll.
Le prestazioni elettroniche leggermente peggiori dei dispositivi basati sull'(a-Si) depositato a bassa temperatura potrebbero essere compensate da un minore costo di produzione.
Leghe amorfe di carbonio e silicio (carburo di silicio amorfo, anche idrogenate, a-Si1-xCx:H) sono una variante interessante di questo materiale. L'introduzione del carbonio permette, all'aumentare della sua concentrazione, di aumentare il gap tra la banda di conduzione e la banda di valenza (si veda semiconduttori), chiamato anche "gap ottico", con lo scopo di aumentare l'efficienza dei pannelli fotovoltaici realizzati con strati di carburo di silicio amorfo. I film così ottenuti possono anche essere realizzati in modo da essere trasparenti per la luce visibile. Per contro le proprietà elettroniche di questi semiconduttori (principalmente la mobilità elettronica), peggiorano con l'aumento di carbonio nella lega, a causa dell'aumento del disordine nella rete di atomi.
Portando x all'estremo si ottiene il carbone amorfo o i film sintentici tipo diamante. Nella letteratura scientifica si trovano molti studi, la maggior parte dei quali si occupa degli effetti delle variazioni nei parametri di deposizione sulla qualità dell'elettronica. Bisogna notare che non vi sono applicazioni commerciali del carburo di silicio amorfo.